# Zalman Friedmann
Zalman Friedmann (em hebraico:  זלמן פרידמן), também apelidado de Dzampa (1912 – 6 de maio de 1987), foi um futebolista israelense que jogou como meio-campista do Beitar Tel Aviv e da Seleção de Futebol do Mandato Britânico da Palestina.
Friedmann representou o Mandato Britânico da Palestina em sua primeira e última partida internacional, respectivamente contra o Egito em 1934 e o Líbano em 1940; fez três internacionalizações oficiais.